# Rally Dakar de 2025
El Rally Dakar de 2025 fue la cuadragésima séptima edición de esta competición, que se disputó entre el 3 y el 17 de enero de 2025 en Arabia Saudita, y fue organizado por Amaury Sport Organisation (ASO). Constó de doce etapas y un prólogo, con 7,737 km de recorrido y 5,129 km de tramos cronometrados, incluyendo una etapa maratón de dos días.

## Antecedentes
El 18 de mayo de 2024 tuvo lugar en Les Comes la gran presentación y el esquema del recorrido de la carrera, dirigido al público francés y español. La gira de promoción continuó por Sudáfrica, Italia, México/EE. UU., Argentina, República Checa y Países Bajos.
Este año, la ruta comenzó en Bisha, atravesó el Empty Quarter y finalizará en Shubaytah. El formato de la carrera consta de 14 días de carrera, divididos en 12 etapas. Habrá una etapa maratón "crono" de 48 horas, que cubrirá 950 km. Cinco etapas contarán con rutas separadas para autos y motos. Habrá una etapa de salida en masa. Los organizadores prometieron más navegación. Una novedad es una categoría Mission 1000 para vehículos con propulsión alternativa de cero emisiones o híbrida.
Este año, la categoría Quad se eliminó debido a la disminución de la participación. Los quads habían sido parte del Rally Dakar desde 2009.

## Etapas
El Rally constó de un total de 12 etapas, más de 7500 kilómetros, siendo dos terceras partes de ellos cronometrados. La primera etapa inició el 3 de enero, en la ciudad de Bisha, y la etapa duodécima terminará el viernes 17 de enero, en la localidad de Shubaytah.
Esta es la lista de etapas a disputar:
| Fecha          | Etapa           | Desde           | Hasta           | Distancias                              | Distancias                              | Distancias                              | Distancias                              |
| Fecha          | Etapa           | Desde           | Hasta           | Motos                                   | Coches                                  | Clasic                                  | Dakar Mission 1000                      |
| -------------- | --------------- | --------------- | --------------- | --------------------------------------- | --------------------------------------- | --------------------------------------- | --------------------------------------- |
| 3 de enero     | prólogo         | Bisha           | Bisha           | Enlace > 50 km - Especial > 29 km       | Enlace > 50 km - Especial > 29 km       | Enlace > 129 km - Especial > 59 km      | -                                       |
| 4 de enero     | etapa 1         | Bisha           | Bisha           | Enlace > 86 km - Especial > 413 km      | Enlace > 86 km - Especial > 413 km      | Enlace > 44 km - Especial > 337 km      | Enlace > 240 km - Especial > 91 km      |
| 5 y 6 de enero | etapa 2 (48h)   | Bisha           | Bisha           | Enlace > 45 km - Especial > 947 km      | Enlace > 91 km - Especial > 967 km      | Enlace > 504 km - Especial > 550 km     | Enlace > 534 km - Especial > 192 km     |
| 7 de enero     | etapa 3         | Bisha           | Al Henakiyah    | Enlace > 466 km - Especial > 327 km     | Enlace > 636 km - Especial > 327 km     | Enlace > 436 km - Especial > 375 km     | Enlace > 659 km - Especial > 111 km     |
| 8 de enero     | etapa 4 (M)     | Al Henakiyah    | Al-'Ula         | Enlace > 173 km - Especial > 415 km     | Enlace > 173 km - Especial > 415 km     | Enlace > 198 km - Especial > 321 km     | Enlace > 369 km - Especial > 95 km      |
| 9 de enero     | etapa 5         | Al-'Ula         | Ha'il           | Enlace > 64 km - Especial > 428 km      | Enlace > 64 km - Especial > 428 km      | Enlace > 33 km - Especial > 403 km      | Enlace > 261 km - Especial > 95 km      |
| 10 de enero    | Día de descanso | Día de descanso | Día de descanso | Día de descanso                         | Día de descanso                         | Día de descanso                         | Día de descanso                         |
| 11 de enero    | etapa 6         | Ha'il           | Al Duwadimi     | Enlace > 224 km - Especial > 605 km     | Enlace > 224 km - Especial > 605 km     | Enlace > 306 km - Especial > 425 km     | Enlace > 563 km - Especial > 95 km      |
| 12 de enero    | etapa 7         | Al Duwadimi     | Al Duwadimi     | Enlace > 297 km - Especial > 412 km     | Enlace > 297 km - Especial > 419 km     | Enlace > 143 km - Especial > 333 km     | Enlace > 213 km - Especial > 102 km     |
| 13 de enero    | etapa 8         | Al Duwadimi     | Riad            | Enlace > 250 km - Especial > 483 km     | Enlace > 250 km - Especial > 487 km     | Enlace > 276 km - Especial > 300 km     | Enlace > 304 km - Especial > 73 km      |
| 14 de enero    | etapa 9         | Riad            | Haradh          | Enlace > 232 km - Especial > 357 km     | Enlace > 232 km - Especial > 357 km     | Enlace > 402 km - Especial > 376 km     | Enlace > 286 km - Especial > 92 km      |
| 15 de enero    | etapa 10        | Haradh          | Shubaytah       | Enlace > 520 km - Especial > 115 km     | Enlace > 520 km - Especial > 120 km     | Enlace > 244 km - Especial > 313 km     | Enlace > 543 km - Especial > 95 km      |
| 16 de enero    | etapa 11        | Shubaytah       | Shubaytah       | Enlace > 232 km - Especial > 308 km     | Enlace > 232 km - Especial > 275 km     | Enlace > 258 km - Especial > 211 km     | Enlace > 256 km - Especial > 72 km      |
| 17 de enero    | etapa 12        | Shubaytah       | Shubaytah       | Enlace > 70 km - Especial > 61 km       | Enlace > 70 km - Especial > 61 km       | Enlace > 115 km - Especial > 33 km      | Enlace > 0 km - Especial > 11 km        |
| Totales        | Totales         | Totales         | Totales         | Enlace > 2.709 km - Especial > 4.900 km | Enlace > 2.925 km - Especial > 4.903 km | Enlace > 3.088 km - Especial > 4.036 km | Enlace > 4.228 km - Especial > 1.124 km |
| Totales        | Totales         | Totales         | Totales         | 7.609 km                                | 7.828 km                                | 7.124 km                                | 5.352 km                                |

## Resultados de etapas
Fuente: dakar.com

### Motos
| Etapa | Ganador de la etapa        | Tiempo     | Líder de la general  |
| ----- | -------------------------- | ---------- | -------------------- |
| Pr    | Daniel Sanders (KTM)       | 00:16:41   | Daniel Sanders (KTM) |
| 1     | Daniel Sanders (KTM)       | 04:41:27   | Daniel Sanders (KTM) |
| 2     | Daniel Sanders (KTM)       | 11:12:13   | Daniel Sanders (KTM) |
| 3     | Lorenzo Santolino (Sherco) | 03:44:34   | Daniel Sanders (KTM) |
| 4     | Daniel Sanders (KTM)       | 05:10:33   | Daniel Sanders (KTM) |
| 5     | Adrien Van Beveren (Honda) | 04:51:47   | Daniel Sanders (KTM) |
| 6     | Ricky Brabec (Honda)       | 05:00:51   | Daniel Sanders (KTM) |
| 7     | Daniel Sanders (KTM)       | 04:10:33   | Daniel Sanders (KTM) |
| 8     | Luciano Benavides (KTM)    | 04:50:46   | Daniel Sanders (KTM) |
| 9     | Luciano Benavides (KTM)    | 03:15:38   | Daniel Sanders (KTM) |
| 10    | Michael Docherty (KTM)     | 02:00:03   | Daniel Sanders (KTM) |
| 11    | Tosha Schareina (Honda)    | 02:12:04   | Daniel Sanders (KTM) |
| 12    | Michael Docherty (KTM)     | 02h 12' 04 | Daniel Sanders (KTM) |

### Coches
| Etapa | Ganador de la etapa        | Tiempo   | Líder de la general       |
| ----- | -------------------------- | -------- | ------------------------- |
| Pr    | Henk Lategan (Toyota)      | 00:15:28 | No cuenta para la general |
| 1     | Seth Quintero (Toyota)     | 04:35:08 | Seth Quintero (Toyota)    |
| 2     | Rokas Baciuška (Toyota)    | 10:54:11 | Henk Lategan (Toyota)     |
| 3     | Saood Variawa (Toyota)     | 03:16:52 | Henk Lategan (Toyota)     |
| 4     | Yazeed Al-Rajhi (Toyota)   | 04:26:40 | Henk Lategan (Toyota)     |
| 5     | Seth Quintero (Toyota)     | 04:32:53 | Henk Lategan (Toyota)     |
| 6     | Guillaume De Mévius (Mini) | 03:34:49 | Henk Lategan (Toyota)     |
| 7     | Lucas Moraes (Toyota)      | 04:01:49 | Henk Lategan (Toyota)     |
| 8     | Henk Lategan (Toyota)      | 04:51:54 | Henk Lategan (Toyota)     |
| 9     | Nasser Al-Attiyah (Dacia)  | 02:52:59 | Yazeed Al-Rajhi (Toyota)  |
| 10    | Nani Roma (Ford)           | 02:06:34 | Henk Lategan (Toyota)     |
| 11    | Mattias Ekström (Ford)     | 04:19.27 | Yazeed Al-Rajhi (Toyota)  |
| 12    | Lucas Moraes (Toyota)      | 00:54.14 | Yazeed Al-Rajhi (Toyota)  |

### Challenger (T3)
| Etapa | Ganador de la etapa          | Tiempo   | Líder de la general          |
| ----- | ---------------------------- | -------- | ---------------------------- |
| Pr    | Corbin Leaverton (Taurus)    | 00:17:17 | No cuenta para la general    |
| 1     | Nicolás Cavigliasso (Taurus) | 04:47:12 | Nicolás Cavigliasso (Taurus) |
| 2     | Paul Spierings (Taurus)      | 11:57:48 | Nicolás Cavigliasso (Taurus) |
| 3     | Nicolás Cavigliasso (Taurus) | 03:39:41 | Nicolás Cavigliasso (Taurus) |
| 4     | Nicolás Cavigliasso (Taurus) | 05:07:43 | Nicolás Cavigliasso (Taurus) |
| 5     | Yasir Seaidan (Taurus)       | 04:51:27 | Nicolás Cavigliasso (Taurus) |
| 6     | Yasir Seaidan (Taurus)       | 05:04:21 | Nicolás Cavigliasso (Taurus) |
| 7     | Corbin Leaverton (Taurus)    | 04:27:54 | Nicolás Cavigliasso (Taurus) |
| 8     | Pau Navarro (Taurus)         | 05:22:29 | Nicolás Cavigliasso (Taurus) |
| 9     | David Zille (Taurus)         | 03:26:50 | Nicolás Cavigliasso (Taurus) |
| 10    | Dania Akeel (Taurus)         | 02:08:14 | Nicolás Cavigliasso (Taurus) |
| 11    | Yasir Seaidan (Taurus)       | 04:32:09 | Nicolás Cavigliasso (Taurus) |
| 12    | Paul Spierings (Taurus)      | 00:57:24 | Nicolás Cavigliasso (Taurus) |

### SSV (T4)
| Etapa | Ganador de la etapa                | Tiempo   | Líder de la general           |
| ----- | ---------------------------------- | -------- | ----------------------------- |
| Pr    | Brock Heger (Polaris)              | 00:17:40 | No cuenta para la general     |
| 1     | Xavier de Soultrait (Polaris)      | 04:52:43 | Xavier de Soultrait (Polaris) |
| 2     | Brock Heger (Polaris)              | 11:57:43 | Xavier de Soultrait (Polaris) |
| 3     | Francisco López Contardo (Can-Am)  | 03:46:37 | Xavier de Soultrait (Polaris) |
| 4     | Sara Price (Can-Am)                | 05:13:38 | Brock Heger (Polaris)         |
| 5     | Francisco López Contardo (Can-Am)  | 05:02:26 | Brock Heger (Polaris)         |
| 6     | Francisco López Contardo (Can-Am)  | 05:17:35 | Brock Heger (Polaris)         |
| 7     | Jeremías González Ferioli (Can-Am) | 04:34:50 | Brock Heger (Polaris)         |
| 8     | Jeremías González Ferioli (Can-Am) | 05:34:39 | Brock Heger (Polaris)         |
| 9     | Francisco López Contardo (Can-Am)  | 03:38:10 | Brock Heger (Polaris)         |
| 10    | Francisco López Contardo (Can-Am)  | 02:10:45 | Brock Heger (Polaris)         |
| 11    | Sara Price (Can-Am)                | 04:35:06 | Brock Heger (Polaris)         |
| 12    | Sara Price (Can-Am)                | 00:58:53 | Brock Heger (Polaris)         |

### Camiones
| Etapa | Ganador de la etapa           | Tiempo   | Líder de la general           |
| ----- | ----------------------------- | -------- | ----------------------------- |
| Pr    | Mitchel Van den Brink (Iveco) | 00:18:03 | No cuenta para la general     |
| 1     | Mitchel Van den Brink (Iveco) | 05:11:09 | Mitchel Van den Brink (Iveco) |
| 2     | Martin Macík (Iveco)          | 12:10:51 | Martin Macík (Iveco)          |
| 3     | Aleš Loprais (Iveco)          | 03:36:21 | Martin Macík (Iveco)          |
| 4     | Martin Macík (Iveco)          | 05:02:46 | Martin Macík (Iveco)          |
| 5     | Martin Macík (Iveco)          | 05:01:53 | Martin Macík (Iveco)          |
| 6     | Mitchel Van den Brink (Iveco) | 05:17:19 | Martin Macík (Iveco)          |
| 7     | Aleš Loprais (Iveco)          | 04:33:31 | Martin Macík (Iveco)          |
| 8     | Martin Macík (Iveco)          | 05:26:52 | Martin Macík (Iveco)          |
| 9     | Aleš Loprais (Iveco)          | 03:20:51 | Martin Macík (Iveco)          |
| 10    | Aleš Loprais (Iveco)          | 02:22:41 | Martin Macík (Iveco)          |
| 11    | Martin Macík (Iveco)          | 04:55:14 | Martin Macík (Iveco)          |
| 12    | Aleš Loprais (Iveco)          | 01:04:23 | Martin Macík (Iveco)          |

### Clásicos
| Etapa | Ganador de la etapa         | Puntos | Líder de la general         |
| ----- | --------------------------- | ------ | --------------------------- |
| Pr    | Juan Morera (Porsche)       | 16     | Juan Morera (Porsche)       |
| 1     | Carlos Santaolalla (Toyota) | 27     | Carlos Santaolalla (Toyota) |
| 2     | Lorenzo Traglio (Nissan)    | 103    | Lorenzo Traglio (Nissan)    |
| 3     | Carlos Santaolalla (Toyota) | 45     | Lorenzo Traglio (Nissan)    |
| 4     | Carlos Santaolalla (Toyota) | 50     | Lorenzo Traglio (Nissan)    |
| 5     | Carlos Santaolalla (Toyota) | 59     | Lorenzo Traglio (Nissan)    |
| 6     | Juraj Šebalj (Toyota)       | 48     | Carlos Santaolalla (Toyota) |
| 7     | Carlos Santaolalla (Toyota) | 30     | Carlos Santaolalla (Toyota) |
| 8     | Carlos Santaolalla (Toyota) | 32     | Carlos Santaolalla (Toyota) |
| 9     | Dirk Van Rompuy (Toyota)    | 24     | Carlos Santaolalla (Toyota) |
| 10    | Carlos Santaolalla (Toyota) | 7      | Carlos Santaolalla (Toyota) |
| 11    | Dirk Van Rompuy (Toyota)    | 0      | Carlos Santaolalla (Toyota) |
| 12    | Carlos Santaolalla (Toyota) | 0      | Carlos Santaolalla (Toyota) |

### Mission 1000
| Etapa | Ganador de la etapa       | Puntos | Líder de la general       |
| ----- | ------------------------- | ------ | ------------------------- |
| Pr    | Benjamín Pascual (Segway) | 20     | Benjamín Pascual (Segway) |
| 1     | Jordi Juvanteny (MAN)     | 15     | Benjamín Pascual (Segway) |
| 2     | Jordi Juvanteny (MAN)     | 20     | Jordi Juvanteny (MAN)     |
| 3     | Jordi Juvanteny (MAN)     | 15     | Jordi Juvanteny (MAN)     |
| 4     | Jordi Juvanteny (MAN)     | 15     | Jordi Juvanteny (MAN)     |
| 5     | Yoshio Ikemachi (HySE)    | 25     | Jordi Juvanteny (MAN)     |
| 6     | Yoshio Ikemachi (HySE)    | 30     | Jordi Juvanteny (MAN)     |
| 7     | Yoshio Ikemachi (HySE)    | 30     | Jordi Juvanteny (MAN)     |
| 8     | Jordi Juvanteny (MAN)     | 20     | Jordi Juvanteny (MAN)     |
| 9     | Jordi Juvanteny (MAN)     | 20     | Jordi Juvanteny (MAN)     |
| 10    | Jordi Juvanteny (MAN)     | 20     | Jordi Juvanteny (MAN)     |
| 11    | Jordi Juvanteny (MAN)     | 20     | Jordi Juvanteny (MAN)     |
| 12    | Benjamín Pascual (Segway) | 20     | Jordi Juvanteny (MAN)     |

## Clasificación general
Fuente: dakar.com

### Motos
| Pos. | Piloto               | Vehículo              | Tiempo   | Diferencia |
| ---- | -------------------- | --------------------- | -------- | ---------- |
| 1    | Daniel Sanders       | KTM 450 Rally Factory | 53:08:52 |            |
| 2    | Tosha Schareina      | Honda CRF450 Rally    | 53:17:42 | +0:08:50   |
| 3    | Adrien Van Beveren   | Honda CRF450 Rally    | 53:23:38 | +0:14:46   |
| 4    | Luciano Benavides    | KTM 450 Rally Factory | 53:31:08 | +0:22:16   |
| 5    | Ricky Brabec         | Honda CRF450 Rally    | 53:38:42 | +0:29:50   |
| 6    | Skyler Howes         | Honda CRF450 Rally    | 53:51:36 | +0:42:44   |
| 7    | José Ignacio Cornejo | Hero 450 Rally        | 54:07:12 | +0:58:20   |
| 8    | Edgar Canet          | KTM 450 Rally Replica | 54:49:21 | +1:40:29   |
| 9    | Tobias Ebster        | KTM 450 Rally Replica | 55:22:46 | +2:13:54   |
| 10   | Stefan Svitko        | KTM 450 Rally Replica | 55:23:30 | +2:14:38   |

### Coches
| Pos. | Piloto             | Vehículo                   | Tiempo   | Diferencia |
| ---- | ------------------ | -------------------------- | -------- | ---------- |
| 1    | Yazeed Al-Rajhi    | Toyota Hilux Overdrive     | 52:52:15 |            |
| 2    | Henk Lategan       | Toyota Hilux IMT Evo       | 52:56:12 | +0:03:57   |
| 3    | Mattias Ekström    | Ford Raptor                | 53:12:36 | +0:20:21   |
| 4    | Nasser Al-Attiyah  | Dacia Sandrider            | 53:16:13 | +0:23:58   |
| 5    | Mitch Guthrie      | Ford Raptor                | 53:54:25 | +1:02:10   |
| 6    | Mathieu Serradori  | Century CR7                | 54:04:19 | +1:12:04   |
| 7    | Juan Cruz Yacopini | Toyota Hilux Overdrive     | 54:50:02 | +1:57:47   |
| 8    | João Ferreira      | X-Raid Mini JCW Rally 3.0d | 55:08:12 | +2:15:57   |
| 9    | Seth Quintero      | Toyota GR DKR Hilux        | 55:12:19 | +2:20:04   |
| 10   | Brian Baragwanath  | Century CR7                | 55:51:41 | +2:59:26   |

### Challenger (T3)
| Pos. | Piloto              | Vehículo            | Tiempo   | Diferencia |
| ---- | ------------------- | ------------------- | -------- | ---------- |
| 1    | Nicolás Cavigliasso | Taurus T3 Max       | 57:50:21 |            |
| 2    | Gonçalo Guerreiro   | Taurus T3 Max       | 59:01:59 | +1:11:38   |
| 3    | Pau Navarro         | Taurus T3 Max       | 59:20:34 | +1:30:13   |
| 4    | Abdulaziz Al-Kuwari | Taurus T3 Max       | 61:32:03 | +3:41:42   |
| 5    | Adam Kus            | Taurus T3 Max       | 64:57:02 | +7:06:41   |
| 6    | Jedidia Favre       | MMP Rally Raid      | 66:09:03 | +8:19:22   |
| 7    | Romain Locmane      | Can-Am Maverick XRS | 68:38:10 | +10:47:49  |
| 8    | Christophe Cresp    | MMP Rally Raid      | 70:30:38 | +12:40:17  |
| 9    | Lex Peters          | Arcane T3           | 72:33:20 | +14:42:59  |
| 10   | Zachary Lumsden     | Can-Am Maverick X3  | 72:36:16 | +14:45:55  |

### SSV (T4)
| Pos. | Piloto                   | Vehículo                         | Tiempo   | Diferencia |
| ---- | ------------------------ | -------------------------------- | -------- | ---------- |
| 1    | Brock Heger              | Polaris RZR Pro R Sport          | 59:13:11 |            |
| 2    | Francisco López Contardo | Can-Am Maverick R                | 61:19:15 | +2:06:04   |
| 3    | Alexandre Pinto          | BRP Can-Am Maverick XRS Turbo RR | 62:50:22 | +3:37:11   |
| 4    | Jérôme de Sadeleer       | BRP Can-Am Maverick XRS Turbo RR | 64:30:05 | +5:16:54   |
| 5    | Enrico Gaspari           | Polaris RZR Pro R Sport          | 69:09:02 | +9:55:51   |
| 6    | Gerard Farrés            | BRP Can-Am Maverick XRS Turbo RR | 70:36:04 | +11:22:53  |
| 7    | Joao Monteiro            | BRP Can-Am Maverick R            | 71:41:41 | +12:28:30  |
| 8    | Roger Grouwels           | BRP Can-Am Maverick XRS Turbo RR | 72:43:31 | +13:30:20  |
| 9    | Fidel Castillo           | BRP Can-Am Maverick XRS Turbo RR | 74:17:43 | +15:04:32  |
| 10   | Hunter Miller            | BRP Can-Am Maverick R            | 74:27:50 | +15:14:39  |

### Camiones
| Pos. | Piloto                | Vehículo        | Tiempo   | Diferencia |
| ---- | --------------------- | --------------- | -------- | ---------- |
| 1    | Martin Macík          | Iveco PowerStar | 58:42:58 |            |
| 2    | Mitchel Van den Brink | Iveco PowerStar | 61:04:11 | + 02:21:13 |
| 3    | Aleš Loprais          | Iveco PowerStar | 61:09:41 | + 02:26:43 |
| 4    | Kees Koolen           | Iveco PowerStar | 64:57:40 | + 06:14:42 |
| 5    | Vaidotas Žala         | Iveco PowerStar | 66:00:22 | + 07:17:24 |
| 6    | Martin Van den Brink  | Iveco PowerStar | 66:33:41 | + 07:50:43 |
| 7    | Richard de Groot      | Iveco PowerStar | 70:48:19 | + 12:05:21 |
| 8    | Anja Van Loon         | Iveco PowerStar | 73:44:58 | + 15:02:00 |
| 9    | Tomáš Vrátný          | Tatra FF7       | 82:24:22 | + 23:41:24 |
| 10   | Willem de Groot       | Iveco PowerStar | 88:14:25 | + 29:31:27 |

### Clásicos
| Pos. | Piloto               | Vehículo      | Puntaje | Diferencia |
| ---- | -------------------- | ------------- | ------- | ---------- |
| 1    | Carlos Santaolla     | Toyota        | 586     | -          |
| 2    | Lorenzo Traglio      | Nissan        | 617     | +31        |
| 3    | Karolis Raisys       | Land Rover    | 980     | +394       |
| 4    | Tomasz Staniszewski  | Porsche       | 1273    | +687       |
| 5    | Marco Ernesto Leva   | Mitsubishi    | 1429    | +843       |
| 6    | Dirk Van Rompuy      | Toyota        | 1686    | +1100      |
| 7    | Jorg Sand            | Mercedes-Benz | 1740    | +1154      |
| 8    | Antonio Ricciari     | Mitsubishi    | 1828    | +1242      |
| 9    | Rafael Lesmes Suarez | Mercedes-Benz | 1896    | +1310      |
| 10   | Josef Untherholzner  | Mitsubishi    | 1913    | +1327      |